# Стеклянка (Вологодская область)
Стеклянка — посёлок в Грязовецком районе Вологодской области.
Входит в состав Вохтожского муниципального образования (до 7 марта 2013 года входил в Каменское муниципальное образование), с точки зрения административно-территориального деления — в Каменский сельсовет.
Посёлок возник в 1950 году при строительстве одноимённой станции Монзенской железной дороги. В 1957 году узкоколейная дорога к посёлку была заменена ширококолейной, была построена кирпичная водонапорная башня, которая поныне остаётся одним из примечательных архитектурных сооружений «Монзы». Посёлок когда-то был довольно крупным. В 2000-х годах в нём остались лишь немногочисленные жители — главным образом, пенсионеры.
Расстояние по автодороге до районного центра Грязовца — 111 км. Ближайшие населённые пункты — Подкаменка, Кирпичный Завод.
По данным переписи в 2002 году постоянного населения не было.